# Francesco Benaglio
Francesco Benaglio (1430 circa – Verona, 1492?) è stato un pittore italiano. La critica lo considera il primo ad aver introdotto elementi stilistici rinascimentali nello scenario veronese.
Egli avviò la sua carriera pittorica in un periodo di crisi per l'arte veronese, successivo alla morte di Pisanello. La sua prima opera documentata, un trittico realizzato intorno al 1462 per l'altare maggiore della chiesa di San Bernardino a Verona, mostra l'influenza del pittore Andrea Mantegna, in particolare della sua pala di San Zeno, anch'essa conservata a Verona. Sebbene il confronto tra le due opere evidenzi una superiorità di Mantegna, e il lavoro di Benaglio sia stato criticato per la sua rigidità e considerato un'imitazione, il pittore veronese rappresentò un primo passo verso il superamento del vetusto tardo gotico in cui ancora perseverava l'ambiente artistico veronese. La sua Madonna del ventaglio, oggi al museo di Castelvecchio, testimonia invece una graduale emancipazione dal modello mantegnesco. 
La sua bottega fu una fucina di artisti, tra cui Domenico Morone, figura di spicco della prima fase del Rinascimento veronese.

## Biografia
Poche sono le informazioni che permettono di ricostruire la sua vita. Lo storico Giuseppe Gerola colloca la sua nascita intorno al 1432, basandosi su un'indicazione anagrafica del 1472 che lo riportava quarantenne, pur riconoscendo l'incertezza di tale fonte. Il padre era un certo Pietro "a Blado" di origine bergamasca e commerciante. Non è noto il momento preciso in cui la famiglia si stabilì a Verona, l'unica cosa certa è che ciò avvenne antecedentemente al 1456, quando compare per la prima volta in un estimo. Di conseguenza, non è possibile determinare se il figlio Francesco, già più che adolescente in quella data, sia nato in riva all'Adige o quando la famiglia si trovava in Lombardia. Rimane incerta anche l'origine dell'adozione del cognome Benaglio: si presume un legame di parentela o una forma di patronato con l'omonima e nobile famiglia, anch'essa di provenienza bergamasca. Nelle sue opere si firmò sempre come "Benalius" mentre nei documenti è citato sia come  "Franciscus Benalius" che "Franciscus a Blado". Ebbe un fratello, Donato, anch'egli pittore, e dalla consorte, di cui non si conosce il nome, ebbe quattro figli: Girolamo, Lodovico, Elena e Pietro.
Non si possiedono informazioni precise sulla sua formazione artistica, tuttavia è ragionevolmente certo che dovette iniziare la sua carriera in un periodo di crisi per l'arte veronese, inauguratosi con la morte di Pisanello nel 1455. L'opera di Benaglio contribuì a traghettare la scena artistica locale verso nuovi orizzonti, anticipando di alcuni anni la piena affermazione del Rinascimento nella scuola veronese con Liberale e Domenico Morone.

### LaSacra Conversazionedi San Bernardino

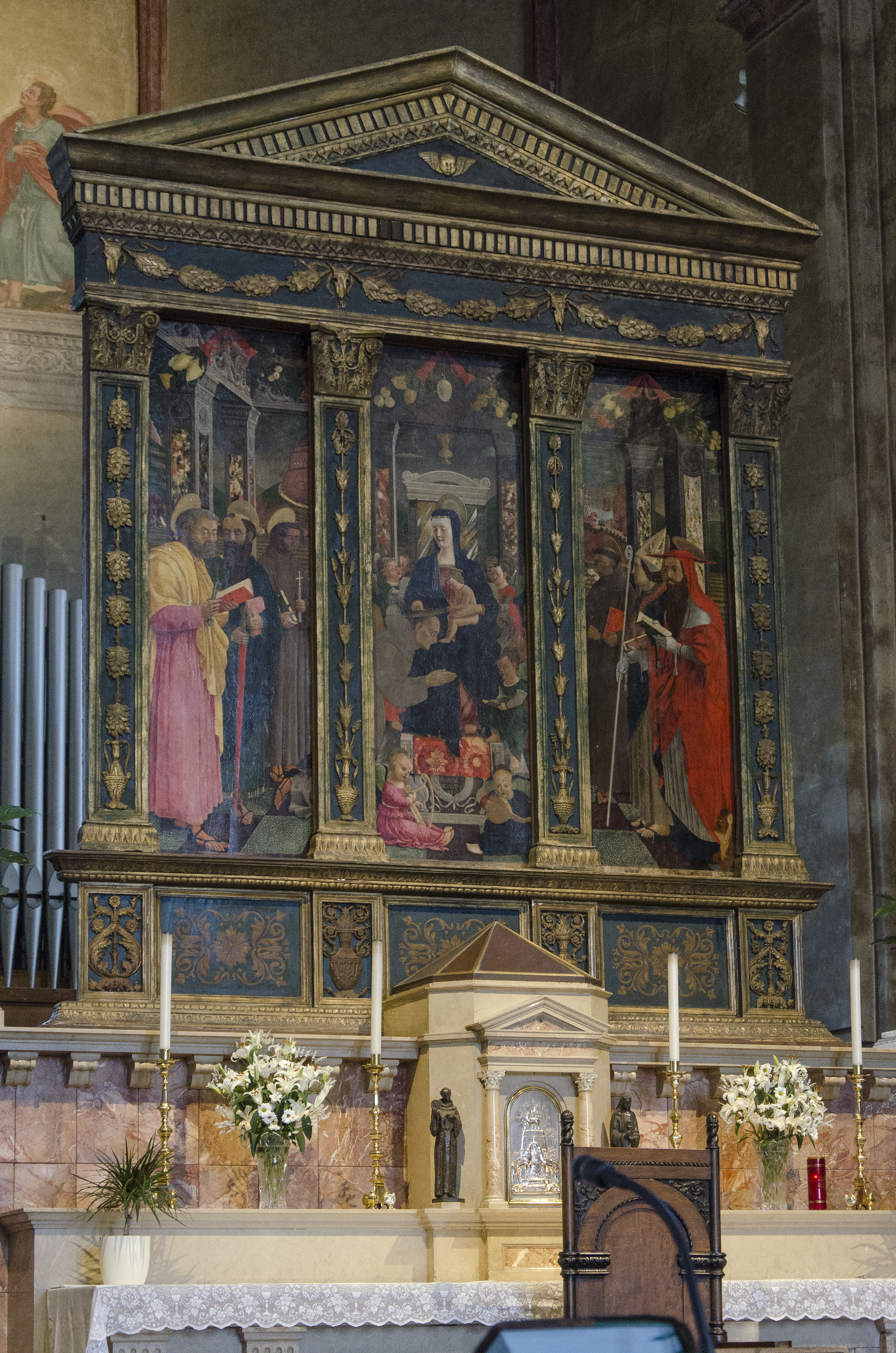
Sacra Conversazione, pala dell'altare maggiore della chiesa di San Bernardino, Verona

Gli storici dell'arte concordano sostanzialmente sul fatto che un ruolo determinante per la svolta artistica a Verona fu svolto dall'arrivo nella basilica di San Zeno, intorno al 1459-1460, della pala di San Zeno, realizzata da Andrea Mantegna. Quest'opera esercitò una profonda influenza su Francesco Benaglio, che vi si ispirò ampiamente quando due anni più tardi circa dipinse il suo primo lavoro noto, un trittico per l'altare maggiore della chiesa di San Bernardino a Verona. In quest'opera, il pittore veronese raffigurò una Sacra conversazione con la Vergine e il Bambino, circondati da angeli, e, ai loro piedi, San Bernardino da Siena affiancato dagli apostoli Pietro e Paolo e i santi Francesco, Girolamo, Lodovico e Antonio di Padova. Il confronto con l'opera del Mantegna evidenzia i numerosi elementi di derivazione, dalla disposizione dei personaggi agli elementi decorativi, tanto che parte della critica ha definito il lavoro di Benaglio come una «semplice e rozza imitazione» del celebre trittico di San Zeno.
Alcuni critici hanno rilevato nella tavola «una certa rigidità, un eccessivo sovraffollamento e dei lineamenti un po' volgari», tuttavia Antonio Avena ritiene che possa «anche essere considerata benevolmente seppure sempre lontano dalla coscienza dei pittori veronesi». Altri studiosi hanno ancora contestato la definizione di «brutta copia», sottolineando come essa possa essere vista come una «nuova interpretazione di un modello scenografico utilizzato, ancor prima del Mantegna, da Donatello, nel 1450, per l'altare maggiore della basilica di Sant'Antonio a Padova». È stato infatti osservato che Benaglio non si limitò a una mera imitazione dell'opera mantegnesca, ma dimostrò la capacità di fondere in essa le più recenti correnti artistiche veneziane introdotte dai fratelli Gentile e Giovanni Bellini. Indipendentemente dal giudizio qualitativo sull'opera, è innegabile il suo contributo al superamento della stantia cultura tardogotica che da tempo caratterizzava la scuola veronese di pittura, aprendola alla «svolta mantegnesca».

### Gli anni di maggiore prolificità
Nel 1475 le cronache del tempo ci tramandano un episodio singolare che comportò per Benaglio una detenzione di quattro mesi: su istigazione di alcuni esponenti della nobiltà, l'artista realizzò nottetempo alcune figure oscene e cornute sulla facciata del palazzo Sagramoso alla Pigna, a Verona. L'anno successivo, egli eseguì un affresco, non più esistente dal 1738, raffigurante i Santi Bartolomeo, Zeno, Girolamo e Francesco, per la chiesa di Santa Maria della Scala, datandolo e firmandolo.

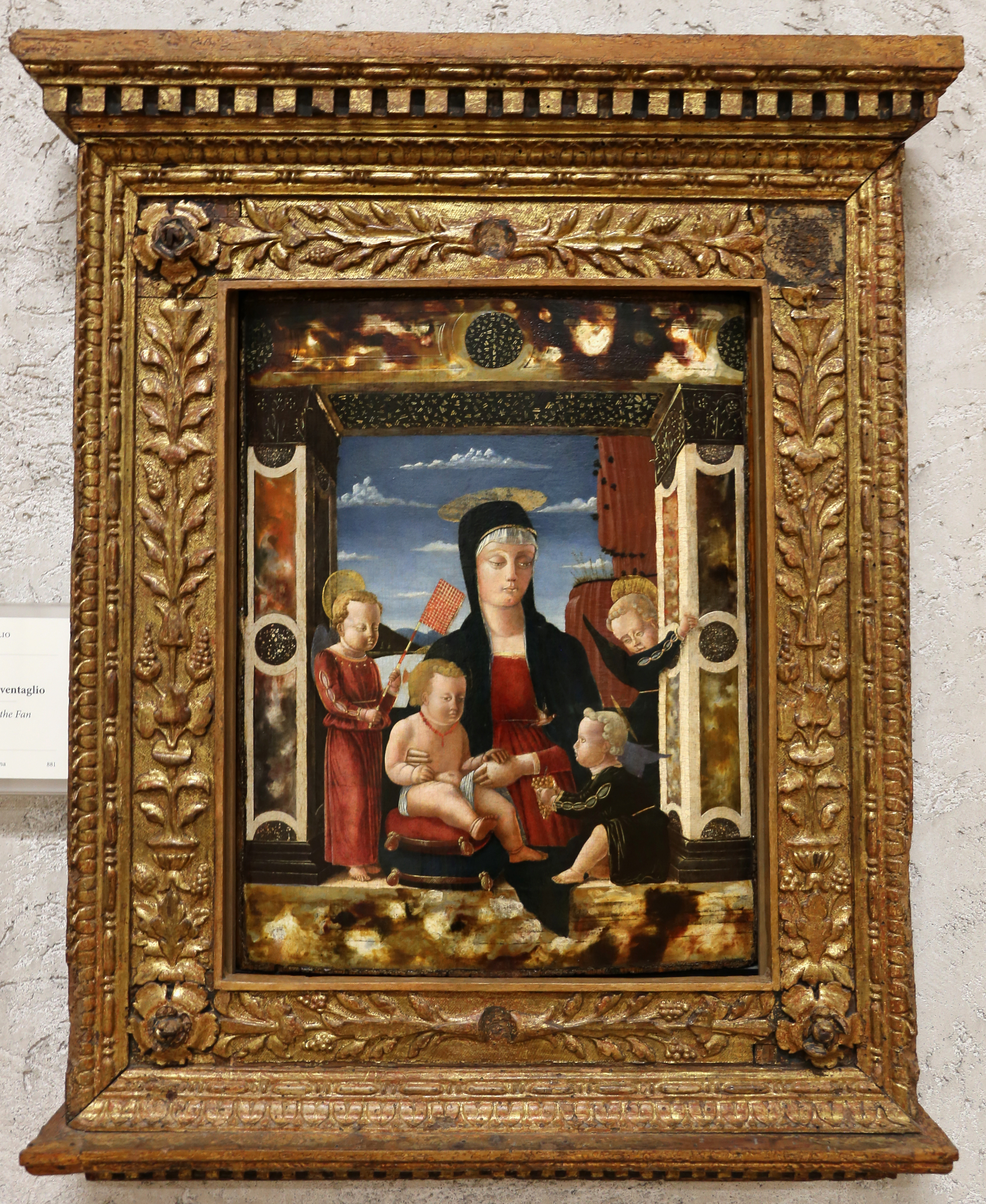
Madonna del ventaglio, museo di Castelvecchio, Verona

Risale alla prima metà degli anni 1470 l'esecuzione di un San Girolamo, oggi conservato alla National Gallery of Art di Washington, in cui l'artista si firmò come "Franciscus Benalius Filius Petri Ablado". Nella tavoletta, il santo (a lungo confuso con Sant'Antonio, ma la cui identificazione è chiarita dall'iscrizione presente sul fregio) è collocato all'interno di una «architettura rinascimentale marmorea e suggestiva». Allo stesso periodo è verosimilmente riconducibile anche una Madonna con Bambino realizzata con la tecnica della tempera e olio su tavola, oggi esposta al Memorial Art Gallery dell'Università di Rochester negli Stati Uniti, e precedentemente appartenuta alle collezioni di Giuseppe Vallardi e George Chalandon. L'opera, priva di datazione, recava su un cartiglio la firma "Franciscus Benalius", visibile ancora all'inizio del XX secolo, ma attualmente illeggibile.
A Francesco Benaglio è inoltre attribuita (benché non firmata e in precedenza associata ad altri autori) la cosiddetta Madonna del ventaglio, conservata presso il museo di Castelvecchio di Verona, considerata un «piccolo lavoro di sintesi» in cui l'artista dimostra di aver acquisito una significativa autonomia rispetto ai canoni stilistici del Mantegna.
Influenze derivanti dalle opere di Antonio Vivarini e Gentile Bellini sono invece riscontrabili nell'architettura rinascimentale che fa da sfondo a un Sant'Antonio, firmato "Franciscus Benalius", attualmente parte della collezione Kress di New York.

### Ultimi anni e lascito artistico
L'ultima attestazione documentaria relativa a Francesco Benaglio risale al 1492 in un estimo; nello stesso anno, il figlio Girolamo è menzionato in un'anagrafe come orfano di padre, circostanza che consente di ipotizzare il decesso dell'artista in tale data. Sarà proprio il figlio ad ereditare la bottega paterna, sebbene non si conoscano con certezza opere di sua mano. Tuttavia, numerose opere successive rivelano l'influenza dello stile di Francesco, suggerendo che egli avesse dato vita ad una vera e propria scuola in cui, oltre al figlio Girolamo, si formarono diversi pittori, tra cui probabilmente Domenico Morone. Nonostante alcuni giudizi critici contrastanti, a Francesco Benaglio «rimane il merito di aver compreso, per primo in Verona, l'importanza del rinnovamento pittorico in atto nella scuola padovana ad opera del geniale Mantegna e di aver dato una scossa al tardo goticismo ancora diffuso nella scuola veronese».

## Opere

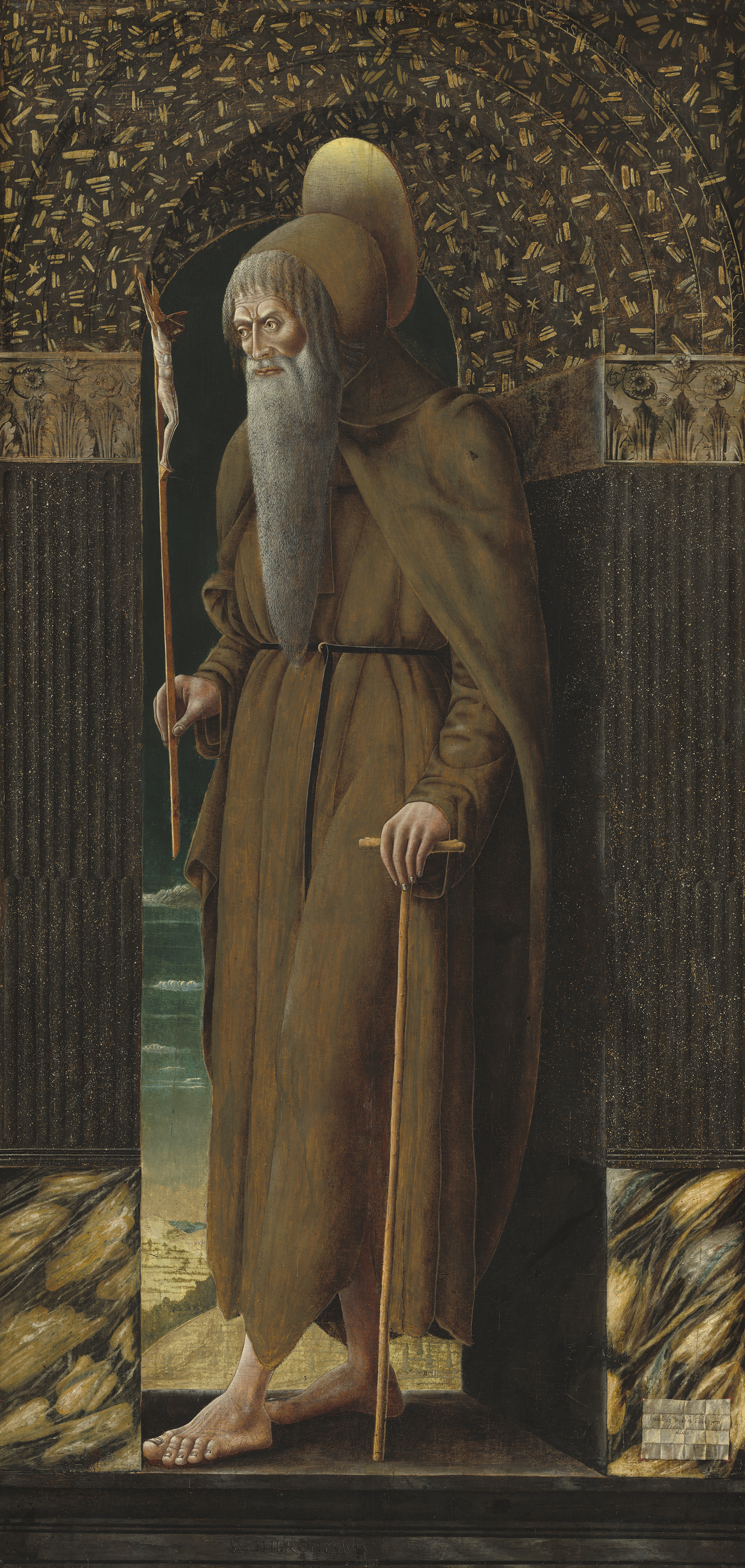
San Girolamo, National Gallery of Art di Washington

Di seguito un elenco delle principali opere di Francesco Benaglio:
Opere certe
- Santi Bartolomeo, Zeno, Girolamo e Francesco (oggi distrutta), Chiesa di Santa Maria della Scala, Verona
- Madonna col Bambino, Memorial Art Gallery, Rochester
- San Girolamo, National Gallery of Art, Washington
- Santa Conversazione, Chiesa di San Bernardino, Verona

Attribuite
- Gesù morto sostenuto dalla Vergine e da San Giovanni Evangelista, Museo di Castelvecchio, Verona
- Madonna col Bambino, Accademia Tadini, Lovere
- Madonna col Bambino, National Gallery of Art, Washington
- Madonna col Bambino e angeli cantori, palazzo di via Scriminari 38, Verona
- Madonna del ventaglio, Museo di Castelvecchio, Verona
- Madonna e quattro santi, Palazzo Venezia, Roma
- Madonna e i santi Gregorio, Lorenzo, Giorgio e Stefano, Galleria dell'Accademia, Venezia